# La carta (película de 1940)
La carta (en inglés, The Letter) es una película estadounidense de 1940 dirigida por William Wyler. El guion, de Howard E. Koch, está basado en la obra de teatro homónima de 1927, escrita por W. Somerset Maugham, que ya había dado lugar a otra película del mismo título estrenada en 1929. La pieza de teatro procede de una historia publicada en la colección de 1924 The Casuarina Tree, libro que reúne cuentos de Somerset Maugham ambientados en la Malasia de los años 20. El cuento y el drama están inspirados en un escándalo policial que se había dado en 1911 en Kuala Lumpur.
La obra de teatro se había estrenado en el Morosco Theater de Broadway, y estuvo en cartel durante 104 funciones, y en Londres en 1927 con Gladys Cooper como actriz principal y con notable éxito durante 60 semanas. Se volvería a representar en 1995 y en el 2007.
En 1938, Merle Oberon y Walter Huston habían interpretado la pieza en el radioteatro Lux.
En la película de 1940, un clásico del cine negro, destaca el trabajo de Bette Davis, en una de sus grandes colaboraciones con William Wyler, director también de Jezabel (Jezebel, 1938) y La loba (The Little Foxes, 1941), que señalaron la era dorada de la actriz.
Aunque La carta tuvo siete candidaturas al premio Óscar (película, actriz principal, director, fotografía, música, actor de reparto y montaje), no obtuvo ningún premio (ese año fue galardonada Rebecca).
En 2009, sobre el mismo tema se estrenaría la ópera The letter, de Paul Moravec, en la Santa Fe Opera con la artista Patricia Racette.

## Sinopsis
La acción se desarrolla en una plantación de caucho en la colonia británica de Malasia. En uno de los más impactantes y memorables comienzos jamás filmados, una noche de luna llena, Leslie (Bette Davis), la esposa del administrador Robert Crosbie, mata de varios disparos a un hombre en la puerta de su casa alegando que ha sido en defensa propia ya que el hombre, conocido del matrimonio Crosbie, ha intentado violarla.
Todo parece claro. Su marido, Robert (Herbert Marshall), así como su abogado, Howard (James Stephenson), confían en ella. Pero la aparición de una misteriosa carta hará tambalear la versión de Leslie. Una carta donde Leslie pedía al hombre asesinado que deje a su amante asiática (Gale Sondergaard) por ella.
De aparecer la carta durante el juicio en Corte, el jurado la sentenciaría a la horca. A menos que su marido se la compre a la extraña dama. Robert debe arruinarse para comprar la carta, lo hace y ella es absuelta. La pareja decide mudarse a otro país.
Esa noche de despedida, en una fiesta a sus amigos, Leslie confiesa a Robert que sigue amando a Hammond. En la última escena, Leslie sale al jardín presintiendo la muerte que la espera en la daga de Mrs. Hammond, su rival. Como la inicial, la escena final posee una carga atmosférica inolvidable.

## Reparto

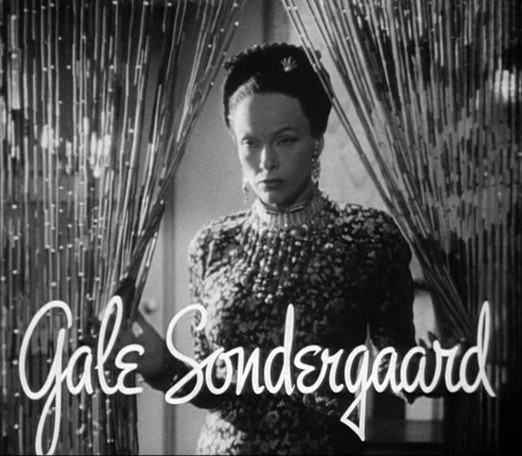
Presentación de la actriz Gale Sondergaard.

- Bette Davis - Leslie Crosbie
- Herbert Marshall - Robert Crosbie
- Gale Sondergaard - Mrs. Hammond
- Frieda Inescort - Dorothy Joyce
- Bruce Lister - John Withers
- Victor Sen Yung - On Chi Seng

## Frases memorables
Es una de las clásicas frases de Bette Davis como Leslie Crosbie: With all my heart I still love the man I killed! ("Con todo mi corazón sigo amando al hombre que maté").